# Имеретински шафран
Имеретински шафран (на грузински: იმერული ზაფრანა) е подправка, характерна за грузинската кухня. Името му е свързано с историческата област на Грузия, Имеретия.
Имеретинският шафран представлява изсушени венчелистчета на растения от рода тагетес (турта, лат. Tagetes L.) и по-точно от видовете Tagetes minuta, Tagetes signata, Tagetes рatula и Tagetes erecta, отличаващи се с едри яркожълти и оранжеви цветове. Въпреки че част от името му е шафран, той няма нищо общо с шафрана, получен от шафрановия минзухар, и се различава от него по вкус. Той има подчертан цветочен аромат с плодови нотки и сладко-горчив пикантен вкус.
Имеретинският шафран се съчетава най-добре с месо (особено агнешко и телешко), риба и пилаф. Шафранът е естествен оцветител. Използва се за оцветяване и ароматизиране на тестени изделия, кремове, десерти, колбаси и сирена. Придава деликатен плодов вкус на продуктите. Имеретинският шафран е често срещана съставка в нискоалкохолни напитки, тинктури и ликьори. Имеретинският шафран е и част от смесите „Хмели-сунели“ и „Сванска сол“, като им придава характерния жълто-оранжев цвят.
Понякога като имеретински шафран продават изсушени венчелистчета на растението шафранка, но тя няма специфичния аромат на тагетеса и е почти безвкусна. 